# Ligne Shinjuku
La ligne Toei Shinjuku (都営地下鉄新宿線, Toei Chikatetsu Shinjuku-sen) est une ligne du métro de Tokyo au Japon gérée par le Bureau des Transports de la Métropole de Tokyo (Toei). Elle relie la station de Shinjuku à la station de Motoyawata. S'étendant sur une distance de 23,5 km, elle traverse Tokyo d'ouest en est en passant dans les arrondissements de Shinjuku, Chiyoda, Chūō, Kōtō, Sumida et Edogawa avant d’arriver à Ichikawa dans la préfecture de Chiba. Elle est également connue comme ligne 10. Sur les cartes, la ligne est de couleur vert clair et identifiée par la lettre S.

## Histoire
Le premier tronçon de la ligne entre en service le 21 décembre 1978 entre les stations Iwamotochō et Higashi-Ōjima. Le 16 mars 1980, la ligne est prolongée vers l'ouest jusqu'à Shinjuku et l'interconnexion avec le réseau Keiō est mise en place. La ligne est ensuite prolongée vers l'est en trois phases : jusqu'à Funabori le 23 décembre 1983, jusqu'à Shinozaki le 14 septembre 1986 et enfin jusqu'à Motoyawata le 19 mars 1989, son terminus actuel.

## Caractéristiques

### Ligne
- Longueur : 23,5 km
- Écartement : 1 372 mm
- Stations : 21 (y compris les terminus)
- Double voie
- Alimentation : par caténaire 1,5 kV continu
- Bloc système : Cab signal digital D-ATC

### Interconnexion
La ligne est interconnectée à Shinjuku avec la ligne nouvelle Keiō du réseau Keiō.

### Liste des stations
La ligne comporte 21 stations, identifiées de S-01 à S-21.
| Numéro | Station           | Nom japonais | Distance (km) | Correspondances | Localisation | Localisation        |
| ------ | ----------------- | ------------ | ------------- | --- | ------------ | ------------------- |
| S01    | Shinjuku          | 新宿         | 0             | Toei : Ōedo JR East : Chūō, Chūō-Sōbu, Saikyō, Shōnan-Shinjuku, Yamanote Keiō : Keiō, Nouvelle Keiō (interconnexion) Odakyū : Odawara Tokyo Metro : Marunouchi | Shinjuku     | Tokyo               |
| S02    | Shinjuku-sanchōme | 新宿三丁目   | 0,8           | Tokyo Metro : Fukutoshin, Marunouchi | Shinjuku     | Tokyo               |
| S03    | Akebonobashi      | 曙橋         | 2,3           | | Shinjuku     | Tokyo               |
| S04    | Ichigaya          | 市ヶ谷       | 3,7           | JR East : Chūō-Sōbu Tokyo Metro : Namboku, Yūrakuchō | Chiyoda      | Tokyo               |
| S05    | Kudanshita        | 九段下       | 5,0           | Tokyo Metro : Hanzōmon, Tōzai | Chiyoda      | Tokyo               |
| S06    | Jimbōchō          | 神保町       | 5,6           | Toei : Mita Tokyo Metro : Hanzōmon | Chiyoda      | Tokyo               |
| S07    | Ogawamachi        | 小川町       | 6,5           | Tokyo Metro : Chiyoda (à Shin-Ochanomizu), Marunouchi (à Awajichō)                                                                                             | Chiyoda      | Tokyo               |
| S08    | Iwamotochō        | 岩本町       | 7,3           | | Chiyoda      | Tokyo               |
| S09    | Bakuro-Yokoyama   | 馬喰横山     | 8,1           | Toei : Asakusa (à Higashi-Nihombashi) JR East : Sōbu (à Bakurochō)                                                                                             | Chūō         | Tokyo               |
| S10    | Hamachō           | 浜町         | 8,7           | | Chūō         | Tokyo               |
| S11    | Morishita         | 森下         | 9,5           | Toei : Ōedo | Kōtō         | Tokyo               |
| S12    | Kikukawa          | 菊川         | 10,3          | | Sumida       | Tokyo               |
| S13    | Sumiyoshi         | 住吉         | 11,2          | Tokyo Metro : Hanzōmon | Kōtō         | Tokyo               |
| S14    | Nishi-Ōjima       | 西大島       | 12,2          | | Kōtō         | Tokyo               |
| S15    | Ōjima             | 大島         | 12,9          | | Kōtō         | Tokyo               |
| S16    | Higashi-Ōjima     | 東大島       | 14,1          | | Kōtō         | Tokyo               |
| S17    | Funabori          | 船堀         | 15,8          | | Edogawa      | Tokyo               |
| S18    | Ichinoe           | 一之江       | 17,5          | | Edogawa      | Tokyo               |
| S19    | Mizue             | 瑞江         | 19,2          | | Edogawa      | Tokyo               |
| S20    | Shinozaki         | 篠崎         | 20,7          | | Edogawa      | Tokyo               |
| S21    | Motoyawata        | 本八幡       | 23,5          | JR East : Chūō-Sōbu Keisei : Keisei (à Keisei Yawata) | Ichikawa     | Préfecture de Chiba |

## Matériel roulant
La ligne Toei Shinjuku est parcourue par les trains des compagnies Toei et Keiō.

### Actuel

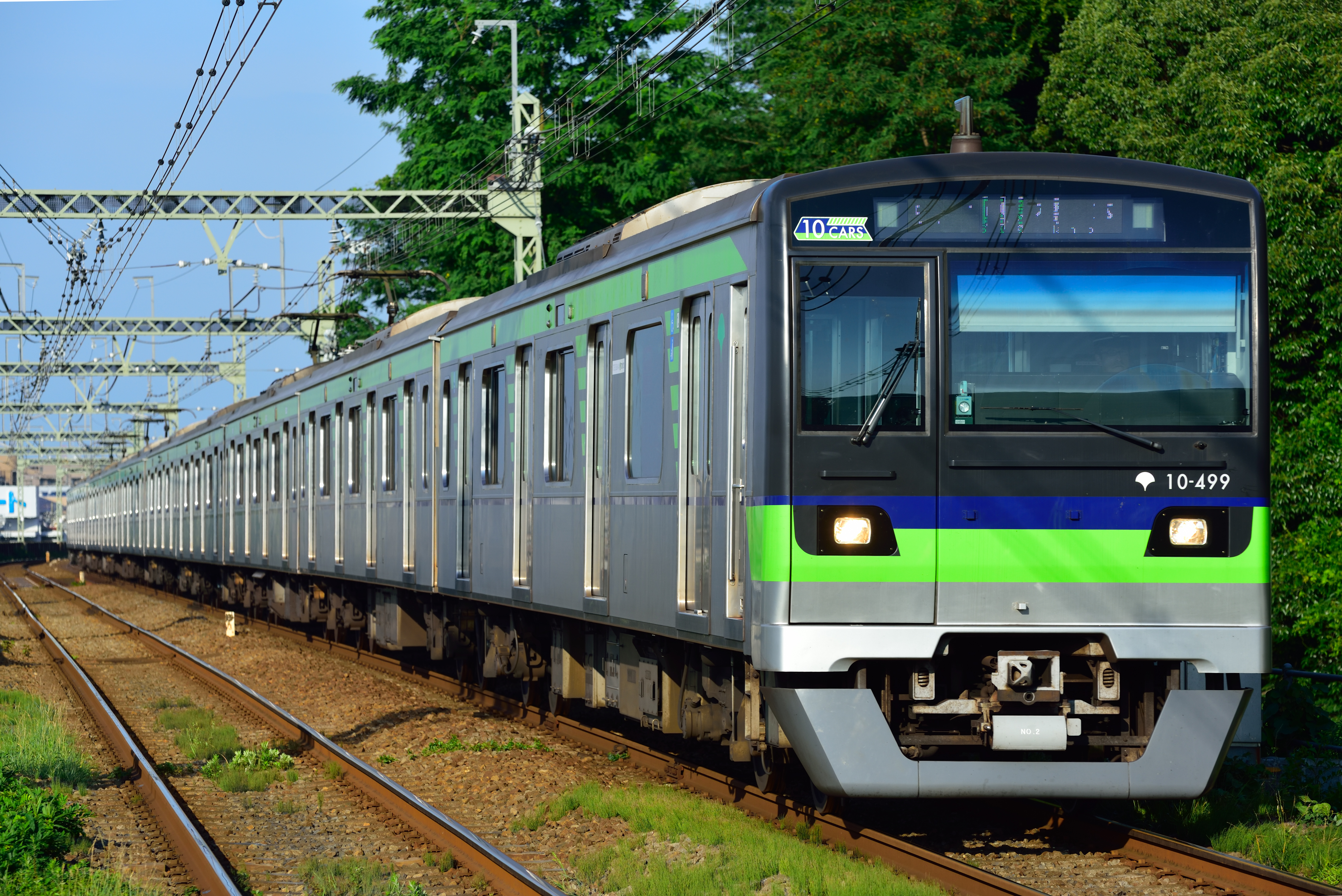
Toei série 10-300
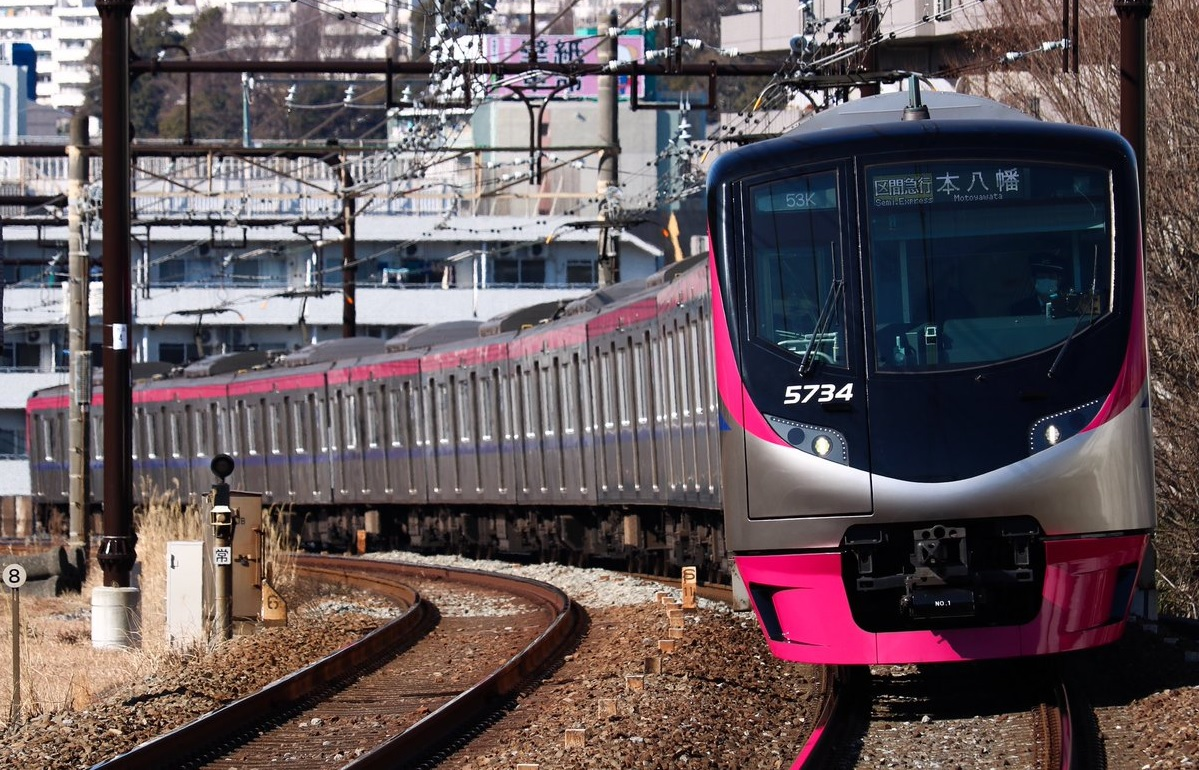
Keiō série 5000
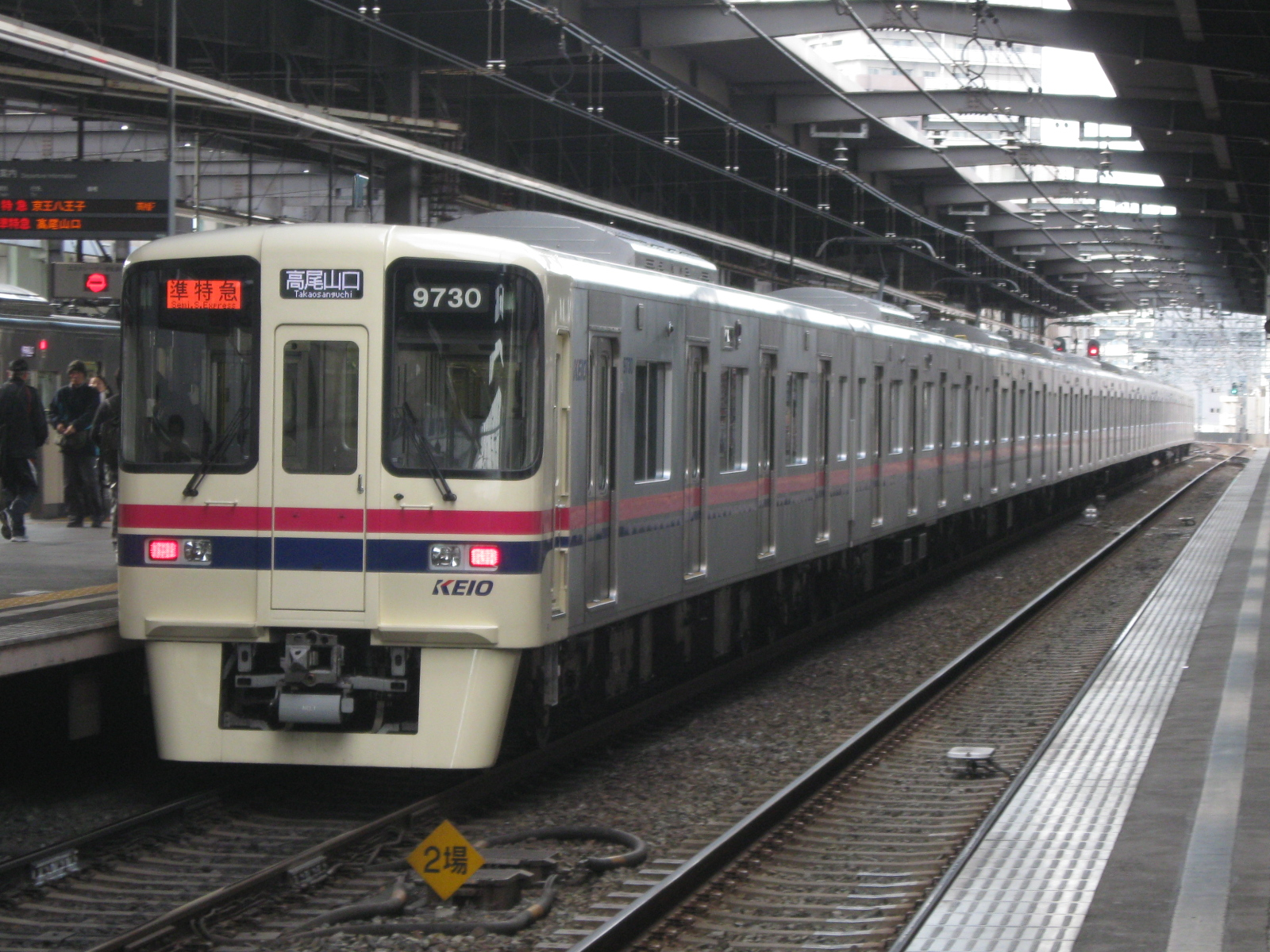
Keiō série 9030

### Ancien

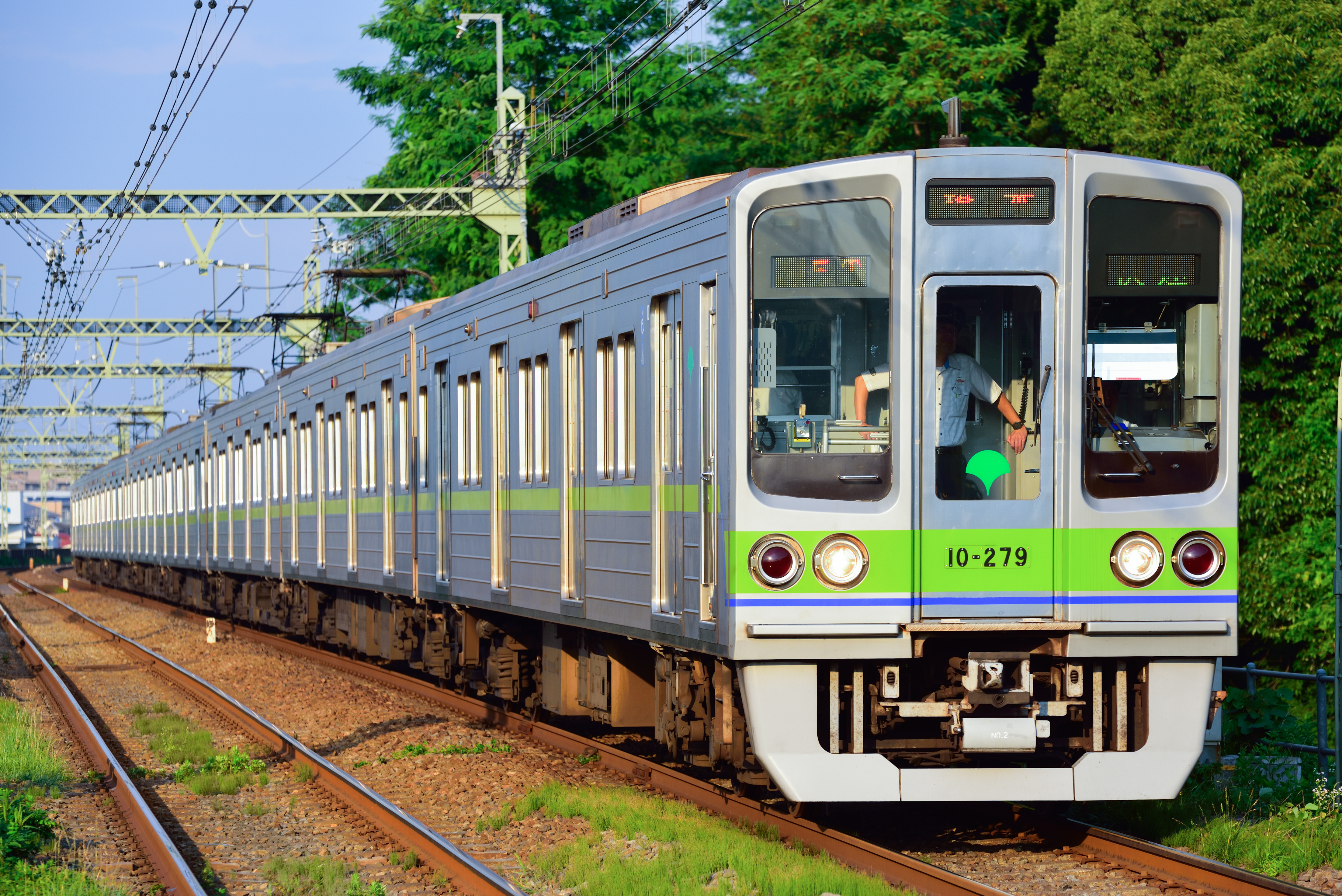
Toei série 10-000
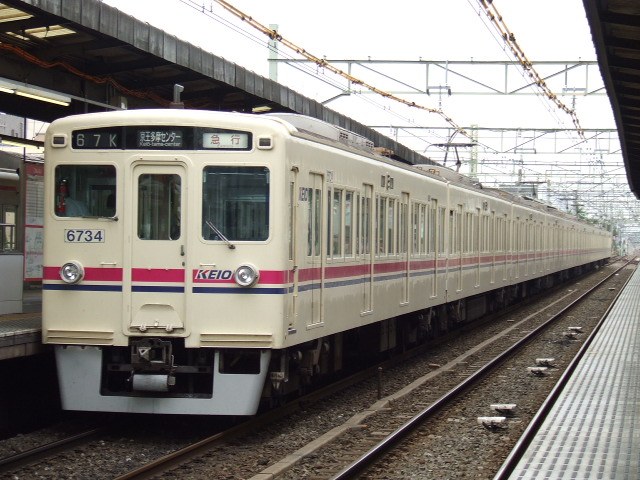
Keiō série 6000